# Mijoši (Aiči)
Mijoši (japonsky みよし市, Mijoši-ši) je město v prefektuře Aiči. K 1. říjnu 2019 mělo odhadem 62 782 obyvatel a 24 260 domácností. Hustota zalidnění je 1 950 lidí na km². Celková rozloha města 32,19 km². Ve městě se nachází univerzita.

## Dějiny
Obec je zmiňována již od středověku.
V letech 2003–2005 byla vedena diskuse o sloučení s městem Tojota, která se však nedočkala souhlasu obyvatel obce. V roce 2010 byla povýšena na město. 

## Geografie

### Poloha
Město se nachází v prefektuře Aiči, sousedí s těmito obcemi:
- Karija
- Nišin
- Tógó
- Tojota

### Obyvatelstvo
Zdroj:
| Rok  | Počet obyvatel | ± %      |
| ---- | -------------- | -------- |
| 1940 | 6,833          | —        |
| 1950 | 9,372          | +37,2 %  |
| 1960 | 9,161          | −2,3 %   |
| 1970 | 19,734         | +115,4 % |
| 1980 | 28,522         | +44,5 %  |
| 1990 | 32,241         | +13,0 %  |
| 2000 | 47,684         | +47,9 %  |
| 2010 | 60 099         | +26,0 %  |
| 2019 | 62 782         |          |

### Podnebí
Léta jsou teplá a vlhká, zimy jsou mírné. Průměrná roční teplota činí 15,7 °C. Nejvyšší teploty jsou v srpnu, kolem 28 °C, nejnižší v lednu, kolem 4 °C. Ročně napadne asi 1 598 milimetrů srážek, nejdeštivější měsíc je září.

## Ekonomika
Ve městě je hojně zastoupen průmysl, vyrábí se v něm automobily a součástky do nich, většinou pro Toyotu.

### Doprava
Městem procházejí tyto významné dopravní spoje:
- Meitetsu (vlaková doprava v prefektuře Aiči)
  - Linka Tojota - Mijošigaoka - Kurozasa
- Tómei (dálnice)
- Route 153 (dálnice)

## Osobnosti
- Tomoko Ótaová, vědkyně
- Hitomi Jošizawa

## Partnerská města
- Columbus
- Šibetsu
- Kisó

## Galerie

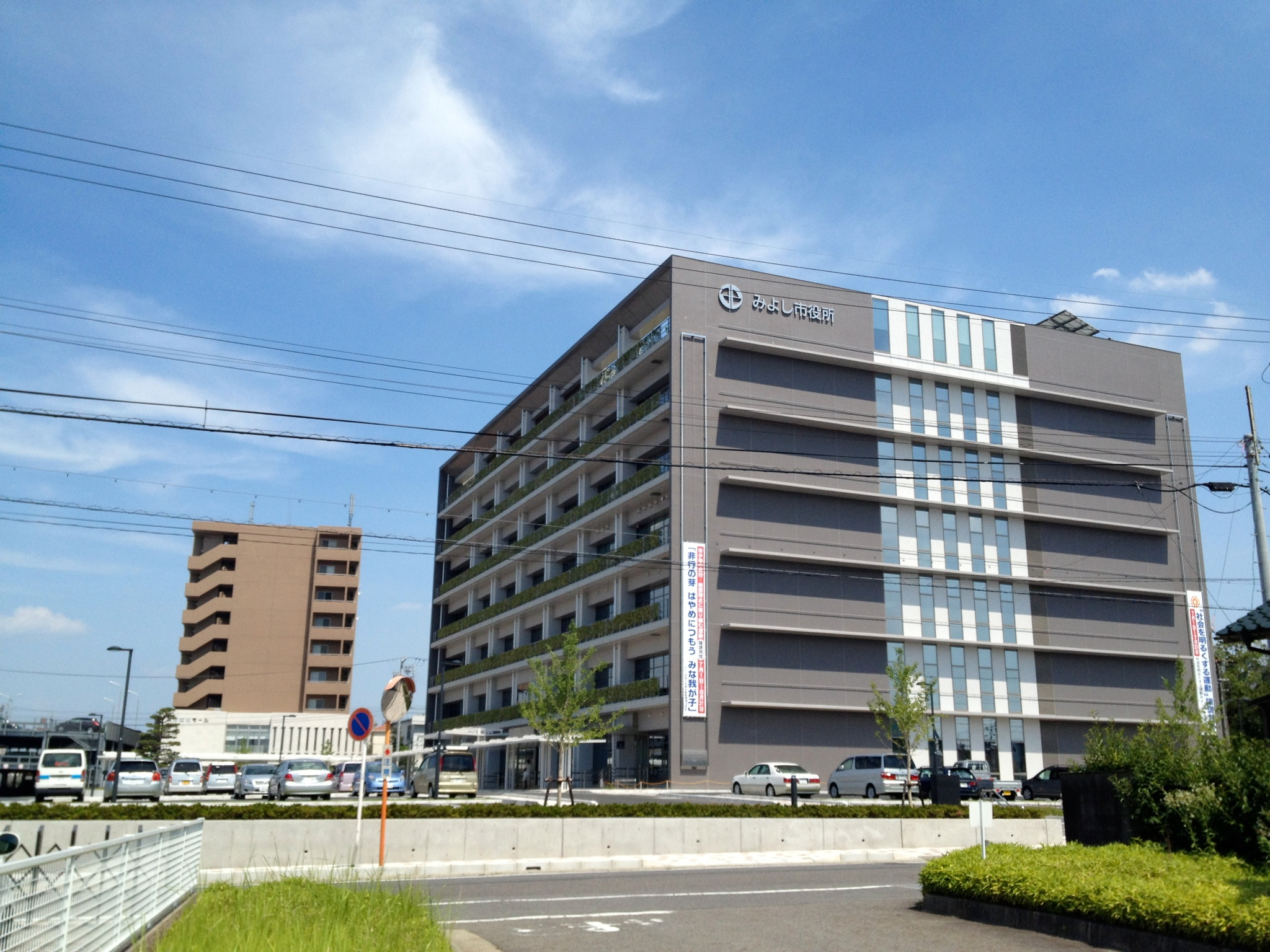
Radnice
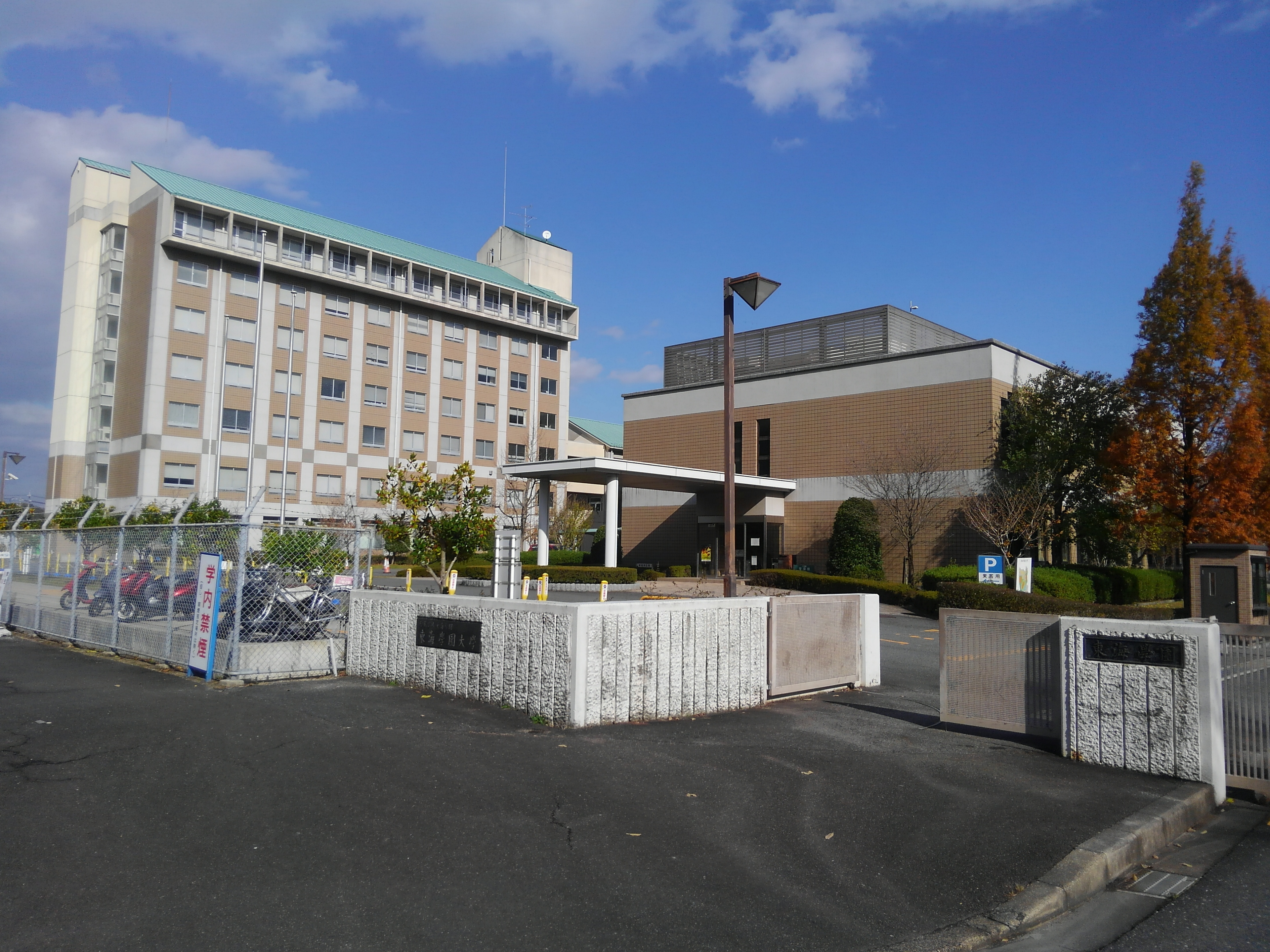
Univerzita
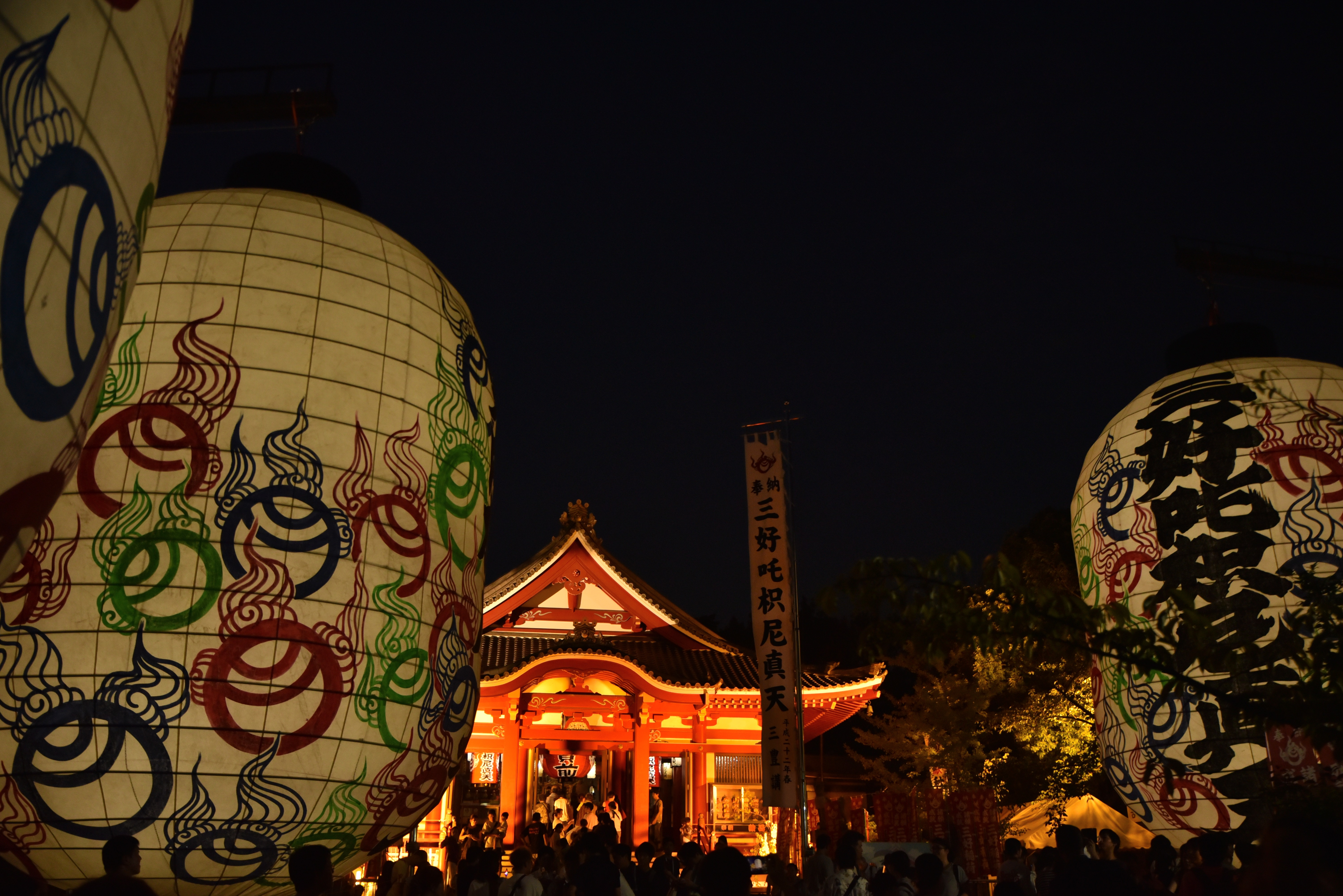
Daičochin Matsuri